# 양평 신화리 금동여래입상
양평 신화리 금동여래입상(楊平 新花里 金銅如來立像)은 1976년 경기도 양평군 신화리에서 발견된 삼국시대의 금동여래입상이다. 1976년 12월 14일 대한민국의 국보 제186호로 지정되었다.

## 개요
농지를 정리하던 중에 우연히 발견되었으며, 출토지에서 기와 조각 등 유물이 많이 나온 것으로 보아 절이 있었던 듯하다.
높이 30센티미터의 불상이다. 대좌(臺座)와 광배(光背)가 없어졌지만, 보존 상태가 매우 좋아 도금이 거의 완전하게 남아 있다.
묵직하고 단순한 원통형의 몸체, 간결한 U자형의 주름은 중국 수나라의 영향을 받은 것으로 보이며, 출토 지역이 당시 고구려가 점령하고 있던 한강 유역이므로 고구려의 작품으로 추정된다.
여담으로, 이 불상은 

## 사진

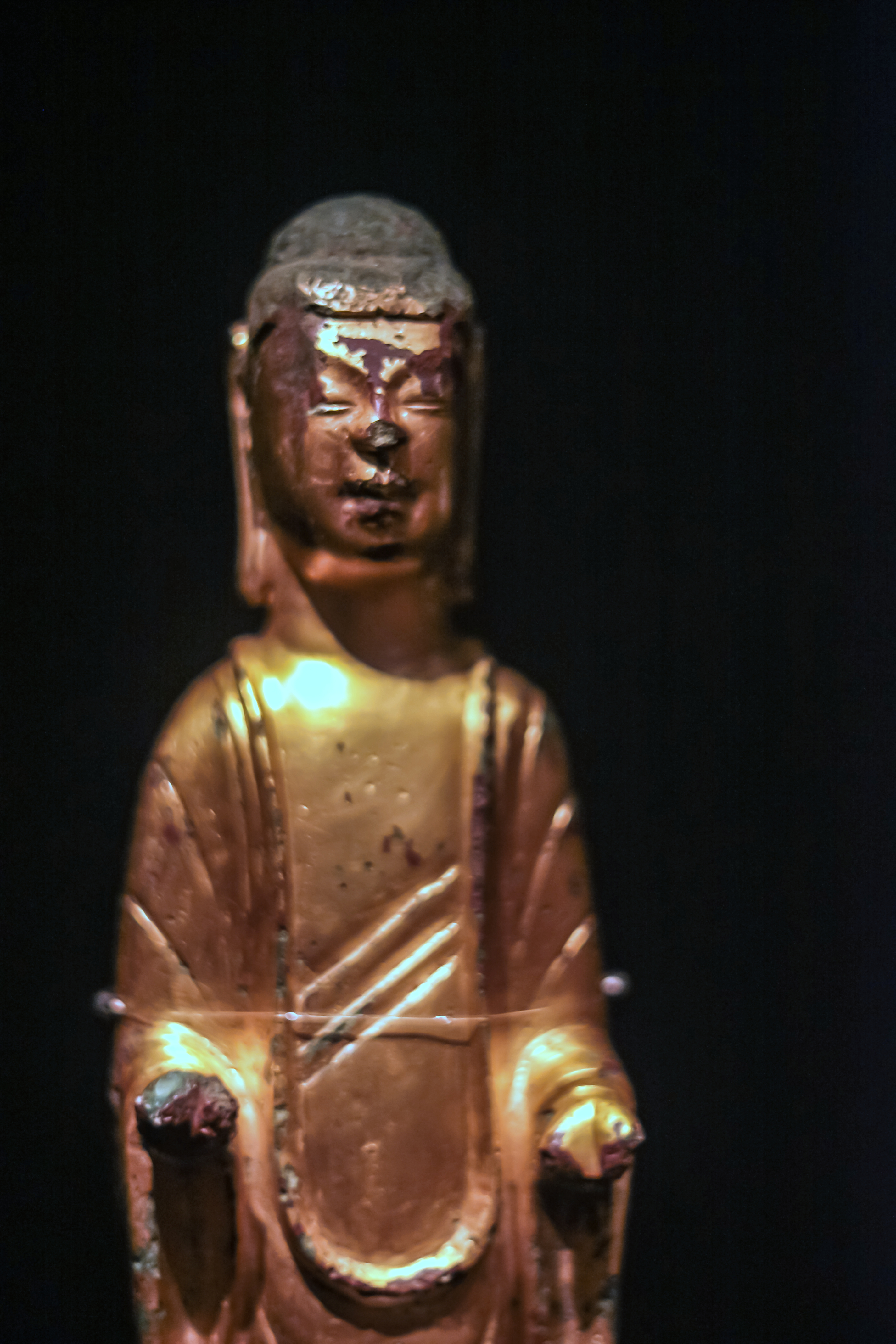
이 사진에는 엄청난 비밀이 숨

## 참고 문헌
- 양평 신화리 금동여래입상 - 국가유산청 국가유산포털